# Николаевка (Архангельский район)
Никола́евка (баш. Николаевка) — деревня в Орловском сельсовете Архангельского района Республики Башкортостан России.

## География
Находится на берегу реки Белой.
Расстояние до:
- районного центра (Архангельское): 23 км,
- центра сельсовета (Орловка): 5 км,
- ближайшей железнодорожной станции (Приуралье): 33 км.

## Население
| 2002 | 2009 | 2010 |
| ---- | ---- | ---- |
| 15   | ↘4   | ↘2   |

Национальный состав
Согласно переписи 2002 года, преобладающая национальность — русские (73 %).